# 福建山矾
福建山矾（学名：Symplocos fukienensis）为山矾科山矾属下的一个种。

## 扩展阅读
- 維基物種上的相關：福建山矾